# Europees kampioenschap voetbal 2020 (halve finale) Italië - Spanje
Dit artikel gaat over de wedstrijd in de halve finales van het Europees kampioenschap voetbal 2020 tussen Italië en Spanje die gespeeld werd op dinsdag 6 juli 2021 in het Wembley Stadium te Londen. Het duel was de 49ste wedstrijd van het toernooi. Italië plaatste zich voor de finale, Spanje werd uitgeschakeld.

## Voorafgaand aan de wedstrijd
- Italië stond bij aanvang van het toernooi op de zevende plaats van de FIFA-wereldranglijst.[1] Vijf Europese landen en EK-deelnemers stonden boven Italië op die lijst. Spanje was op de zesde plaats terug te vinden.[2] Spanje kende vier Europese landen en EK-deelnemers met een hogere positie op die lijst.
- Italië en Spanje troffen elkaar voorafgaand aan deze wedstrijd al 37 keer. Beide teams wonnen elfmaal van elkaar en vijftien keer eindigde het duel onbeslist. Negen van deze ontmoetingen vonden plaats op een EK of WK. Van deze ontmoetingen won Spanje enkel de finale van het EK 2012. Italië won op het WK 1934, het EK 1988, het WK 1994 en het EK 2016. Wedstrijden tussen deze teams op het WK 1934, het EK 1980, het EK 2008 en het EK 2012 eindigden in een gelijkspel.
- Voor Italië was dit haar tiende deelname aan een het EK en de zevende op rij. Vijf keer eerder bereikte Italië de halve finales. Drie van die keren bereikte Italië ook de finale. Spanje nam voor een elfde maal deel aan het EK en voor de zevende achtereenvolgende maal. Vier keer eerder bereikte Spanje ook de halve finales. Elk van deze keren bereikte Spanje ook de finale.
- Italië werd groepswinnaar in een groep met Turkije, Zwitserland en Wales, waarna er in de achtste finales na een verlenging met 2–1 werd gewonnen van Oostenrijk en in de kwartfinales met 1–2 werd gewonnen van België. Spanje eindigde op de tweede plaats in een groep met Zweden, Polen en Slowakije, won in de achtste finales na een verlenging met 3–5 van Kroatië en won in de kwartfinales de strafschoppenreeks na een 1–1 gelijkspel tegen Zwitserland.
- De winnaar van dit duel zou het in de finale, eveneens in Londen, opnemen tegen de winnaar van de andere halve finale, tussen Engeland en Denemarken.

## Wedstrijdgegevens[3]
| Datum                  | 6 juli 2021                                                                                            | 6 juli 2021                                                                                            |
| Aftrap                 | 21:00 uur                                                                                              | 21:00 uur                                                                                              |
| Wedstrijdnummer        | 49 | 49 |
| Stadion                | Wembley Stadium, Londen                                                                                | Wembley Stadium, Londen                                                                                |
| Toeschouwers           | 57.811                                                                                                 | 57.811                                                                                                 |
| Scheidsrechter         | Felix Brych                                                                                            | Felix Brych                                                                                            |
| Assistenten            | Mark Borsch Stefan Lupp                                                                                | Mark Borsch Stefan Lupp                                                                                |
| Vierde official        | Sergei Karasev                                                                                         | Sergei Karasev                                                                                         |
| Videoscheidsrechters   | Marco Fritz Christian Dingert (assistent) Christian Gittelmann (assistent) Bastian Dankert (assistent) | Marco Fritz Christian Dingert (assistent) Christian Gittelmann (assistent) Bastian Dankert (assistent) |
| Man van de wedstrijd   | Federico Chiesa                                                                                        | Federico Chiesa                                                                                        |
|                        | Italië                                                                                                 | Spanje                                                                                                 |
| Doelpunten             | 1 | 1 |
| Gele kaarten           | 2 | 1 |
| Rode kaarten           | 0 | 0 |
| Wissels                | 6 | 6 |
| Schoten op doel        | 4 | 4 |
| Schoten naast doel     | 2 | 7 |
| Overtredingen          | 17 | 18 |
| Hoekschoppen           | 1 | 6 |
| Buitenspel             | 8 | 1 |
| Passnauwkeurigheid (%) | 76 | 89 |
| Balbezit (%)           | 35 | 65 |

| Italië | 1 – 1          | Spanje |
| Federico Chiesa 60' | goals (assist) | 80' Álvaro Morata (Dani Olmo) |
| Manuel Locatelli Andrea Belotti Leonardo Bonucci Federico Bernardeschi Jorginho | strafschoppen  | Dani Olmo Gerard Moreno Thiago Alcántara Álvaro Morata |
| Roberto Mancini | bondscoach     | Luis Enrique |
| Gianluigi Donnarumma Giovanni Di Lorenzo Leonardo Bonucci Giorgio Chiellini Emerson 74' Nicolò Barella 85' Jorginho Marco Verratti 74' Federico Chiesa 107' Ciro Immobile 61' Lorenzo Insigne 85' | opstellingen   | Unai Simón 85' César Azpilicueta 90' Eric García Aymeric Laporte Jordi Alba 70' Koke 106' Sergio Busquets Pedri 62' Ferran Torres 70' Mikel Oyarzabal Dani Olmo |
| Domenico Berardi 61' Rafael Tolói 74' Matteo Pessina 74' Manuel Locatelli 74' Andrea Belotti 85' Federico Bernardeschi 107'                                                                       | wissels        | 62' Álvaro Morata 70' Gerard Moreno 70' Rodri 85' Marcos Llorente 106' Thiago Alcántara 109' Pau Torres                                                         |
| Rafael Tolói 98' Leonardo Bonucci 118' | gele kaarten   | 51' Sergio Busquets |
| | rode kaarten   | |